# Simning vid världsmästerskapen i simsport 2022 – Damernas 200 meter bröstsim
Damernas 200 meter bröstsim vid världsmästerskapen i simsport 2022 avgjordes mellan den 22 och 23 juni 2022 i Donau Arena i Budapest i Ungern.
Amerikanska Lilly King tog guld efter ett lopp på tiden 2.22,41 och blev den andra simmaren efter ryska Julia Jefimova att ta VM-guld på 50, 100 och 200 meter i ett och samma simsätt. Australiska Jenna Strauch tog silver, vilket var hennes första mästerskapsmedalj. Bronset togs av amerikanska Kate Douglass.

## Rekord
Inför tävlingens start fanns följande världs- och mästerskapsrekord:
|                   | Namn                  | Nation    | Tid     | Ort                | Datum          |
| ----------------- | --------------------- | --------- | ------- | ------------------ | -------------- |
| Världsrekord      | Tatjana Schoenmaker   | Sydafrika | 2.18,95 | Tokyo, Japan       | 30 juli 2021   |
| Mästerskapsrekord | Rikke Møller Pedersen | Danmark   | 2.19,11 | Barcelona, Spanien | 1 augusti 2013 |

## Resultat

### Försöksheat
Försöksheaten startade den 22 juni klockan 09:36.
| Placering | Heat | Bana | Namn                   | Nationalitet   | Tid             | Noteringar      |
| --------- | ---- | ---- | ---------------------- | -------------- | --------------- | --------------- |
| 1         | 2    | 6    | Kelsey Wog             | Kanada         | 2.24,37         | 0Q0             |
| 2         | 3    | 4    | Lilly King             | USA            | 2.24,46         | 0Q0             |
| 3         | 3    | 3    | Kotryna Teterevkova    | Litauen        | 2.24,79         | 0Q0             |
| 4         | 1    | 4    | Kate Douglass          | USA            | 2.25,54         | 0Q0             |
| 4         | 2    | 4    | Molly Renshaw          | Storbritannien | 2.25,54         | 0Q0             |
| 6         | 1    | 3    | Jenna Strauch          | Australien     | 2.25,56         | 0Q0             |
| 7         | 2    | 3    | Francesca Fangio       | Italien        | 2.25,70         | 0Q0             |
| 8         | 3    | 2    | Sophie Hansson         | Sverige        | 2.25,74         | 0Q0             |
| 9         | 3    | 5    | Abbie Wood             | Storbritannien | 2.25,95         | 0Q0             |
| 10        | 1    | 5    | Yu Jingyao             | Kina           | 2.26,07         | 0Q0             |
| 11        | 1    | 1    | Tes Schouten           | Nederländerna  | 2.26,85         | 0Q0             |
| 12        | 2    | 5    | Lisa Mamié             | Schweiz        | 2.27,28         | 0Q0             |
| 13        | 1    | 6    | Abbey Harkin           | Australien     | 2.27,44         | 0Q0             |
| 14        | 3    | 7    | Kristýna Horská        | Tjeckien       | 2.27,84         | 0Q0             |
| 15        | 3    | 8    | Moon Su-a              | Sydkorea       | 2.27,91         | 0Q0             |
| 16        | 2    | 1    | Eszter Békési          | Ungern         | 2.27,95         | 0Q0             |
| 17        | 3    | 6    | Jessica Vall           | Spanien        | 2.28,08         |                 |
| 18        | 1    | 7    | Melissa Rodríguez      | Mexiko         | 2.28,19         |                 |
| 19        | 3    | 1    | Eneli Jefimova         | Estland        | 2.28,51         |                 |
| 20        | 2    | 7    | Anastasia Gorbenko     | Israel         | 2.28,58         |                 |
| 21        | 2    | 2    | Tang Qianting          | Kina           | 2.29,35         |                 |
| 22        | 2    | 8    | Nikoleta Trníková      | Slovakien      | 2.29,45         |                 |
| 23        | 1    | 2    | Anna Elendt            | Tyskland       | 2.30,08         |                 |
| 24        | 3    | 0    | Sim En Yi Letitia      | Singapore      | 2.31,31         |                 |
| 25        | 1    | 0    | Kamila Isajeva         | Ukraina        | 2.32,53         |                 |
| 26        | 2    | 9    | Emily Santos           | Panama         | 2.38,72         |                 |
| 27        | 3    | 9    | Micaela Sierra         | Uruguay        | 2.39,05         |                 |
| 28        | 1    | 8    | Macarena Ceballos      | Argentina      | Diskvalificerad | Diskvalificerad |
| 28        | 2    | 0    | Phiangkhwan Pawapotako | Thailand       | Startade inte   | Startade inte   |

### Semifinaler
Semifinalerna startade den 22 juni klockan 19:22.
| Placering | Bana | Namn | Nationalitet        | Tid            | Noteringar |     |
| --------- | ---- | ---- | ------------------- | -------------- | ---------- | --- |
| 1         | 1    | 3    | Jenna Strauch       | Australien     | 2.22,22    | 0Q0 |
| 2         | 1    | 4    | Lilly King          | USA            | 2.22,58    | 0Q0 |
| 3         | 2    | 5    | Kotryna Teterevkova | Litauen        | 2.23,66    | 0Q0 |
| 4         | 1    | 5    | Kate Douglass       | USA            | 2.23,79    | 0Q0 |
| 5         | 2    | 4    | Kelsey Wog          | Kanada         | 2.23,82    | 0Q0 |
| 6         | 2    | 3    | Molly Renshaw       | Storbritannien | 2.24,06    | 0Q0 |
| 7         | 2    | 2    | Abbie Wood          | Storbritannien | 2.24,46    | 0Q0 |
| 8         | 2    | 6    | Francesca Fangio    | Italien        | 2.25,09    | 0Q0 |
| 9         | 1    | 6    | Sophie Hansson      | Sverige        | 2.25,12    |     |
| 10        | 1    | 7    | Lisa Mamié          | Schweiz        | 2.25,56    |     |
| 11        | 1    | 2    | Yu Jingyao          | Kina           | 2.26,10    |     |
| 12        | 2    | 7    | Tes Schouten        | Nederländerna  | 2.26,25    |     |
| 13        | 2    | 1    | Abbey Harkin        | Australien     | 2.26,28    |     |
| 14        | 2    | 8    | Moon Su-a           | Sydkorea       | 2.26,64    |     |
| 15        | 1    | 1    | Kristýna Horská     | Tjeckien       | 2.27,87    |     |
| 16        | 1    | 8    | Eszter Békési       | Ungern         | 2.28,17    |     |

### Final
Finalen startade den 23 juni klockan 18:52.
| Placering | Bana | Namn                | Nationalitet   | Tid     | Noteringar |
| --------- | ---- | ------------------- | -------------- | ------- | ---------- |
| 1         | 5    | Lilly King          | USA            | 2.22,41 |            |
| 2         | 4    | Jenna Strauch       | Australien     | 2.23,04 |            |
| 3         | 6    | Kate Douglass       | USA            | 2.23,20 |            |
| 4         | 2    | Kelsey Wog          | Kanada         | 2.23,86 |            |
| 5         | 3    | Kotryna Teterevkova | Litauen        | 2.23,90 |            |
| 6         | 7    | Molly Renshaw       | Storbritannien | 2.23,92 |            |
| 7         | 8    | Francesca Fangio    | Italien        | 2.25,08 |            |
| 8         | 1    | Abbie Wood          | Storbritannien | 2.26,19 |            |